# Verrucariaceae
Verrucariaceae is een botanische naam voor een familie van korstmossen behorend tot de orde Verrucariales. Het typegeslacht is Verrucaria.
De familie bestaat uit de volgende 56 geslachten:
- Agonimia - 24 soorten
- Anthracocarpon - 3 soorten
- Atla - 9 soorten
- Awasthiella - 1 soort
- Bagliettoa - 22 soorten
- Bellemerella - 4 soorten
- Catapyrenium - 63 soorten
- Clauzadella - 1 soort
- Clavascidium - 8 soorten
- Dermatocarpella - 2 soorten
- Dermatocarpon - 15 soorten
- Diederimyces - 2 soorten
- Endocarpon - 23 soorten
- Flakea - 1 soort
- Glomerilla
- Haleomyces
- Henrica
- Heterocarpon
- Heteroplacidium
- Hydropunctaria
- Involucropyrenium
- Lauderlindsaya
- Leucocarpia
- Mastodia
- Merismatium
- Moriola
- Mycopyrenula
- Neocatapyrenium
- Normandina - 2 soorten
- Norrlinia
- Parabagliettoa
- Phaeospora
- Phylloblastia
- Phyllopyrenia
- Placidiopsis
- Placidium
- Placocarpus
- Placopyrenium
- Placothelium
- Plurisperma
- Polyblastia - 28 soorten
- Psoroglaena
- Rhabdopsora
- Scleropyrenium
- Spheconisca
- Sporodictyon
- Staurothele - 23 soorten
- Telogalla
- Thelidiopsis
- Thelidium - 28 soorten
- Trimmatothele
- Trimmatothelopsis
- Turgidosculum
- Verrucaria - 159 soorten
- Verruculopsis
- Wahlenbergiella